# جاك بلوم
جاك بلوم (بالفرنسية: Jacques Blum )‏ (و. 1950 – م) هو رياضياتي، من فرنسا، ولد في ستراسبورغ.

## التعليم
تعلم في مدرسة الأساتذة العليا.